# Göttinger Tageblatt
Das Göttinger Tageblatt (GT) ist eine Lokalzeitung in Stadt und Altkreis Göttingen. Sie gehört seit 1973 zum Madsack-Verlag. Die verkaufte Auflage beträgt 16.788 Exemplare, ein Minus von 57,5 Prozent seit 1998.
Chefredakteur ist seit März 2021 Frerk Schenker. Zuvor hatten Ilse Stein (1. November 2003-30. September 2014) und Uwe Graells (1. September 2014 bis zu seinem Tod im August 2020) dieses Amt inne. Im September 2014 bildeten beide gleichberechtigt die Chefredaktion. Nach Graells' Tod wurde die Redaktion vorübergehend von seinem Stellvertreter Christoph Oppermann geleitet.
Das Verlagshaus mit Redaktion und Verwaltung lag bis 2019 an der Dransfelder Straße 1, Stadtteil Groß Ellershausen. Die Druckerei wurde 2017 geschlossen, die Redaktion zog 2019 in Räume an der Wiesenstraße 1. Das alte Verlagsgelände wurde von der Stadt Göttingen aufgekauft.

## Geschichte
Gegründet wurde das Göttinger Tageblatt 1889 von Gustav Wurm. Zu dieser Zeit war die seit 1864 bestehende Göttinger Zeitung (GZ) das auflagenstärkste und verbreitetste Nachrichtenblatt in Göttingen und Südhannover. Das Göttinger Tageblatt wurde jedoch schnell zu einem ernsthaften Rivalen und war vor der Jahrhundertwende die meistgelesene Zeitung Göttingens mit einer Auflage von 8.000 Stück. Den Aufstieg verdankte es unter anderem seiner konsequenten Parteinahme für die in Göttingen vorherrschende Welfenpartei. Auf diese Weise wurde das Tageblatt bereits im ersten Geschäftsjahr die auflagenstärkste und bis zum Jahre 1900 auch die anzeigenstärkste Zeitung in Südniedersachsen. Ab 1910 warben das GT sowie die GZ mit immer häufiger erscheinenden Sonderbeilagen, wie beispielsweise dem Göttinger Unterhaltungsblatt, um die Gunst der Leserschaft.
Nach dem Ersten Weltkrieg übernahm die anfangs noch deutschnational ausgerichtete Zeitung immer stärker rechtsextreme republikfeindliche bzw. nationalsozialistische Positionen. Zur Zeit der Weimarer Republik konkurrierte das Göttinger Tageblatt mit der liberalen Göttinger Zeitung, dem sozialdemokratischen Volksblatt und ab 1924 auch mit der Niedersächsischen Morgenpost, die anders als die bereits existierenden Göttinger Zeitungen nicht am Vormittag, sondern bereits am frühen Morgen erschien und die sieben Jahre später, 1931, vom Göttinger Tageblatt übernommen wurde. 1932 kam mit dem hannoverschen NS-Blatt Niedersächsische Tageszeitung, das die lokale Beilage Göttinger Fanfare veröffentlichte, eine weitere Konkurrenz hinzu.
1923 druckte der GT-Verlag neben der Zeitung auch kommunales Notgeld. Im selben Jahr stieg der Preis der GTs unter dem Einfluss der Hyperinflation kurzzeitig auf ein enormes Niveau an. So betrug der Preis für eine Ausgabe am 30. November 1923 100 Milliarden Mark, während einen Tag später der Preis wiederum auf 15 Pfennig fiel.
Da sich das Tageblatt zu einem der frühen Förderer nationalsozialistischer Politikvorstellungen entwickelte und diese Weltsicht in Göttingen zunächst noch auf wenig Gegenliebe stieß, nahm die Auflage der Zeitung zwischen 1919 und 1923 zunächst um mehr als die Hälfte ab. Als die NSDAP jedoch in Göttingen zunehmend populär wurde, verbesserte sich die Position des Göttinger Tageblatts deutlich.
Wegen seiner Verbundenheit mit der nationalsozialistischen Bewegung betätigte sich das Göttinger Tageblatt als deren großer materieller und publizistischer Unterstützer. Bereits Anfang der 1920er Jahre druckte das GT kostenlos in großem Ausmaß Parteiwerbung der NSDAP ab. In den Jahren 1922 und 1923 wurde das Göttinger Tageblatt wegen seiner rechtsextremen, republikfeindlichen Inhalte mehrmals verboten. Die Zeitung verharmloste stark die Gewalttaten der SA, polemisierte gegen Sozialisten und Marxisten und veröffentlichte antisemitische Hasstiraden. Auch die nationalsozialistische Presse profitierte von der Unterstützung des GTs. Zwar war die Fanfare eigentlich ein Konkurrent des Tageblatts, dessen Verlag gehörte trotzdem zu den entscheidenden Förderern des Nazi-Blattes, wie sich das GT noch vor dem Ende des Zweiten Weltkriegs selbst brüsten sollte.
Mit der Machtergreifung sollte das Göttinger Tageblatt sein politisches Ziel erreicht sehen. Sie wurde von der Zeitung ebenso enthusiastisch gefeiert wie die ersten Maßnahmen der neuen Regierung, darunter auch die Bücherverbrennungen. Die Gleichschaltung der Presse durch die Nationalsozialisten konnte das Göttinger Tageblatt nicht nur unbeschadet überstehen, es profitierte sogar deutlich von der nationalsozialistischen Pressepolitik. Das neue Regime stärkte die Position des GT-Verlags deutlich. Zwar schaltete die NSDAP 1933 die sozialdemokratische Konkurrenz aus, das Göttinger Volksblatt, um mit dem enteigneten Zeitungsbetrieb ein eigenes neues Blatt zu fördern, die Göttinger Nachrichten. Doch schon 1935 erhielt das GT – statt der nationalsozialistischen Göttinger Nachrichten – das Privileg, den im Nationalsozialismus wirtschaftlich und politisch ruinierten Konkurrenten Göttinger Zeitung zu schlucken. Dank seiner Nähe zum Nationalsozialismus stieg die Auflage des Tageblatts während der NS-Zeit deutlich an, auch wenn dessen Verlag nach dem Krieg behaupten sollte, im Nationalsozialismus die Hälfte der Auflage verloren zu haben. Zwar versuchte die NSDAP 1933 kurzzeitig, das Göttinger Tageblatt ins Abseits zu drängen, die sehr guten Verbindungen, die der Verlag zur NSDAP hatte, garantierten jedoch ein stetiges Unternehmenswachstum. Erst als 1943 im Zuge der als Kriegswende wahrgenommenen deutschen Niederlage von Stalingrad der totale Krieg ausgerufen wurde und es zu kriegsbedingten Unternehmensschließungen kam, wurde das GT im März 1943 mit der nationalsozialistischen Südhannoverschen Zeitung zusammengelegt, wobei die Eigentümer des GTs nicht nur einen regulären Kaufpreis für die Zeitung erhielten, sondern zusätzlich auch die vormals sozialdemokratische Buchdruckerei.
Nach dem Zusammenbruch Hitlerdeutschlands erhielt das GT wegen seiner NS-Belastung von der britischen Besatzungsmacht zunächst keine Lizenz zum Wiederscheinen. Verlagseigentümer Viktor Wurm bestätigte anschließend in einer bundesweit verbreiten Denkschrift sein altes nationalsozialistisches Denken, indem er der Besatzungsverwaltung ungerechtfertigte Benachteiligung vorwarf. Die britische Seite habe sich durch „linksradikale Elemente – und unter ihnen nicht wenige KZ’ler“ sowie „rassisch Verfolgte“ gegen ihn aufwiegeln lassen.
Als nach der Verkündung der Pressefreiheit im Oktober 1949 wieder NS-belastete Zeitungen gegründet werden durften, fungierte das GT zunächst weiter als Sprachrohr nationalsozialistischer Positionen, um anschließend in den 1960er Jahren konservativen Politikvorstellungen zu folgen. Auch bei der Bekämpfung der Sozialdemokratie folgte das GT der Tradition. Mit der Wiedergründung verstärkte sich der Konkurrenzkampf der lokalen Zeitungen im Raum Göttingen/Northeim, der besonders zwischen dem Göttinger Tageblatt und der Hannoverschen Presse ausgefochten wurde; er sollte die weitere Entwicklung des Zeitungswesens in der Region entscheidend beeinflussen. Ab dem 1. September 1949 änderte die Hannoversche Presse ihren Namen und fungierte fortan unter dem Titel Göttinger Presse, was ihr einen stärker lokalbezogenen Charakter gab. Die erste Ausgabe des GT nach 1945 deckte zunächst nur die Stadt und einige Umlandgemeinden ab, täglich wurden etwa 20.000 Exemplare in der Druckerei am Stumpfebiel beziehungsweise in der Prinzenstraße gedruckt. Nach einigen Monaten erweiterte sich der Radius des Tagesblatts; es erschienen je eine Bezirksausgabe für die Landkreise Göttingen und Northeim, welche auch den Randbereich des Harzes abdeckte, sowie den Kreis Uslar. Ab 1950 erschien für den Kreis Duderstadt und das Untereichsfeld mit dem Eichsfelder Tageblatt eine eigene Ausgabe. Die in Bad Sachsa erscheinenden Bad Sachsaer Nachrichten für den Raum Südharz wurden 1955 gekauft, und bald brachte das GT eine Ausgabe für den Harz heraus, die in Osterode vertrieben wurde. Das Tageblatt konnte seit seinem Wiedererscheinen seine Position als Erstzeitung im Landkreis und der Stadt Göttingen kontinuierlich ausbauen, nach einer Startauflage von 18.000 Exemplaren stiegen die Abonnements nach drei Monaten bereits auf 22.000. In den folgenden Jahren nahmen die Auflagen nochmals zu, sie lagen 1955 bei 32.000, 1960 bei 35.000 und 1970 bei 40.000 Exemplaren. Der Marktanteil wuchs in den Jahren von 1952 bis 1970 von einstmals 60 Prozent auf 80 Prozent, im gleichen Zeitraum schrumpfte der Anteil der Göttinger Presse von 32 % auf knapp 20 %.
Seit dem 1. Juli 1973 kooperiert das Göttinger Tageblatt mit der Hannoverschen Allgemeinen Zeitung, von der es den überregionalen Teil (Mantel) bezieht. Nach einer Art Gebietsbereinigung mit der konkurrierenden Hessischen/Niedersächsischen Allgemeinen (HNA) wurden Anfang 1975 Stadt und Altkreis Göttingen zu Monopolgebieten des Göttinger Tageblatts. Nach der Wende versuchte sich das Tageblatt mit einer eigenen Ausgabe (Das Obereichsfeld) in das Obereichsfeld (Nordthüringen) auszudehnen. Diese Ausgabe wurde jedoch Anfang 1993 eingestellt.
Im Jahre 1976 wurde die Produktion in das neue Druckhaus an der Dransfelder Straße verlagert und der seit Gründung des GT bestehende Standort in der Prinzenstraße nach und nach aufgegeben. Im ersten Bauabschnitt wurde zunächst nur die neue Rotationshalle mit Rollenlager, Versand und Technik in Betrieb genommen. Am neuen Standort ging dann auch eine neue Hochdruckrotation der Koenig & Bauer AG vom Typ „Koebau Courier“ in Betrieb. Redaktion und Verwaltung verblieben zunächst noch in der Innenstadt. 1979 wurde auch das Redaktions- und Verwaltungsgebäude vor der Rotationshalle fertiggestellt, das Verlagshaus in der Prinzenstraße wurde aufgegeben. 1982 erhielt das Druckhaus eine kleinere Offset-Rotationsmaschine von MAN-Roland für die Fertigung von Anzeigenblättern. Beide Maschinen wurden 1995 durch eine Anilox-Offsetrotation des Typs Colora der Fa. Koenig&Bauer-Albert in 4/2-Konfiguration ersetzt. Zeitgleich erfolgte eine Modernisierung und Erweiterung der Versandanlagen.
Das Druckhaus an der Dransfelder Straße wurde zum 15. Juni 2017 geschlossen. Gedruckt wird das Göttinger Tageblatt einschließlich seiner Anzeigenblätter seit 15. Juni 2017 bei der Druckerei Oppermann in Rodenberg bei Hannover. Dadurch änderte sich auch das Zeitungsformat vom kleineren Berliner ins größere Rheinische.

## Auflage
Das Göttinger Tageblatt hat in den vergangenen Jahren erheblich an Auflage eingebüßt. Die verkaufte Auflage ist in den vergangenen 10 Jahren um durchschnittlich 5,1 % pro Jahr gesunken. Im vergangenen Jahr hat sie um 6,5 % abgenommen. Sie beträgt gegenwärtig 16.788 Exemplare, wovon 4596 Stück auf das Eichsfelder Tageblatt entfallen. Der Anteil der Abonnements an der verkauften Auflage liegt bei 92,7 Prozent.
| 1998  | 1999  | 2000  | 2001  | 2002  | 2003  | 2004  | 2005  | 2006  | 2007  | 2008  | 2009  | 2010  | 2011  | 2012  | 2013  | 2014  | 2015  | 2016  | 2017  | 2018  | 2019  | 2020  | 2021  | 2022  | 2023  | 2024  |
| ----- | ----- | ----- | ----- | ----- | ----- | ----- | ----- | ----- | ----- | ----- | ----- | ----- | ----- | ----- | ----- | ----- | ----- | ----- | ----- | ----- | ----- | ----- | ----- | ----- | ----- | ----- |
| 39468 | 39152 | 38824 | 39085 | 38527 | 37646 | 36704 | 35926 | 35251 | 34502 | 33931 | 33213 | 32833 | 31828 | 30906 | 30198 | 28978 | 27504 | 26562 | 25144 | 23879 | 22736 | 21878 | 21252 | 19611 | 18322 | 17139 |

## Crossmedia
Neben der gedruckten Tageszeitung bietet das Göttinger Tageblatt ein E-Paper an. Auch Bildergalerien und Videos sowie ein WhatsApp-Service gehören zu den digitalen Aktivitäten. Tagesaktuelle Themen wie Brände oder Verkehrsunfälle werden ebenso in bewegten Bildern gezeigt wie andere Reportagen. Außerdem betreibt das Göttinger Tageblatt ein regionales Wiki, das Wiki-Göttingen. Es wurde 2007 ins Leben gerufen und rangiert unter den 20 größten Stadtwikis weltweit. Über einen Liveticker kann man alle Spiele der BG 74 Göttingen live an seinem Rechner verfolgen und im GT-Webcamportal schauen, was in der Region los ist. Seit Ende 2008 betreibt das Göttinger Tageblatt eine Internetseite für Kinder. Historische Bilder werden auf dem vom Göttinger Tageblatt betriebenen Portal Göttinger Zeitreise gezeigt. Zudem ist 2013 der Sportbuzzer online gegangen, ein Sportportal der Madsack-Gruppe zum Mitmachen. Göttinger und Eichsfelder Tageblatt, Sportbuzzer, Liveticker und Göttinger Zeitreise sind auf eigenen Facebook-Seiten sozial vernetzt.